# Табет, Лора
Лора Табет (англ. Laure Thabet) — сирийско-ливанская феминистка.
Табет известна как одна из пионеров женского движения на Ливана и возглавляла Ассоциацию солидарности ливанских женщин (англ. Lebanese Women Solidarity Association).

## Личная жизнь
Табет родилась в 1896 году, принадлежала к христианскому высшему классу и была замужем за Джорджем Беем Табетом (англ. George Bey Thabet). Табет умерла в 1981 году.

## Деятельность
Табет известна как один из пионеров сирийско-ливанского женского движения наряду с Лабибой Сабит, Ибтихадж Каддурой, Адель Наху, Эвелин Бустрос, Роуз Шихаа, Наджлой Сааб и Эмили Фарес Ибрагим. Они принадлежали к группе просвещённых светских женщин, получивших образование у западных миссионеров, снявших чадру, и поддерживавших независимость от колониальной власти. Они считали, что новая независимая нация не добьется успеха, если не включит женщин в число своих активных граждан. Табет работала над усилением роли женщин в общественной жизни Ливана.

## Женские организации
В 1923 году Табет основала «Ассоциацию защиты ливанских девушек» (англ. Lebanese Girls' Protection Association, араб. جمعية حماية الفتاة اللبنانية‎) для защиты проституток и бездомных женщин.
В 1920-21 несколько ливанских женских групп образовали неформальный союз. В 1924 году он был преобразован в официально зарегистрированную организацию под названием «Союз сирийско-ливанских женщин» во главе с Лабибой Сабит.
В 1947 году союз раскололся на «Союз женщин» под руководством Ибтихадж Каддуры и «Ассоциацию солидарности ливанских женщин». Ассоциация была известна также под названием «Ассоциация солидарности христианских женщин». Табет выступала в качестве главы ассоциации, которая стала головной организацией для христианских женских групп.